# Асадуллоева, Азизмо
Азизмо Асадуллаева (Асадуллоева) (тадж. Азизмоҳ Асадуллоева; род. 19 июля 1955, Кагановичабадский район) — супруга президента Таджикистана Эмомали Рахмона, первая леди Таджикистана с 7 сентября 1992 года.

## Биография
Азизмо Асадуллоева родилась в 1955 году в селе Навабад Кагановичабадского района (по другим данным — в Дангаре). Училась в средней школе №33 Колхозабадского района до 8 класса, после окончания 8 класса не продолжила учёбу, чтобы помогать многодетной матери.
Некоторое время была руководителем семейного звена колхоза имени Ленина Дангаринского района.
В 2013 году представители малого бизнеса Таджикистана предложили назначить первую леди главой Ассоциации предпринимателей страны, но Эмомали Рахмон отказался от этой идеи и добавил, что жена должна заботиться о детях и муже.
В 2016 году теолог Абдулло Мухаккик предложил присвоить Азизмо статус «лидера исламских женщин» (по аналогии со статусом её супруга — «лидер нации») из-за того, что она стала первой женщиной-мусульманкой из Центральной Азии, которая совершила намаз в Каабе (Мекка). Но идею не поддержали.